# بنت الباشا المدير
بنت الباشا المدير فيلم مصري من إنتاج العام 1938 يحمل رقم 81 في قائمة السينما المصرية للأفلام الروائية الطويلة.

## قصة الفيلم
تدور أحداث القصة حول ظروف الحياة الصعبة، حيث قامت (حكمت) بالتنكر في شخصية رجل عندما تعرض شقيقها لحادث أليم أثناء توجهه إلى استلام عمله، فكرت حكمت في هذه الخدعة والتنكر في زي رجل للحصول على وظيفة مدرس لأولاد الباشا بدلًا من أخيها، تتعرف حكمت إلى أولاد الباشا (بدرية وتوفيق) اللذان تقوم بتدريسهما على أنها حكمت أفندي، يُعجب كل من بدرية وتوفيق في نفس الوقت بحكمت لجمالها وطبيعتها الجاذبة للانتباه، تُعجب بدرية بهيئة المدرس حكمت أفندي في حين يُعجب توفيق بالفتاة حكمت وتتوالى الأحداث.

## فريق العمل[2]
قصة وسيناريو وحوار: أحمد جلال
إخراج: أحمد جلال
إنتاج : لوتس فيلم
مونتاج: ماري كويني
تصوير:توليو كياريني
موسيقي: يوسف صالح

## بطولة
- آسيا داغر (حكمت)
- ماري كويني (بدرية)
- أحمد جلال (توفيق)
- محسن سرحان
- زينب نصرت (زوجة الباشا)
- أحمد درويش (جعفر باشا)
- وجيه العربي (ابن الباشا)
- عبد المنعم سعودي
- فؤاد المصري
- علي غالب (بيومي أفندي)[3]